# Qanat

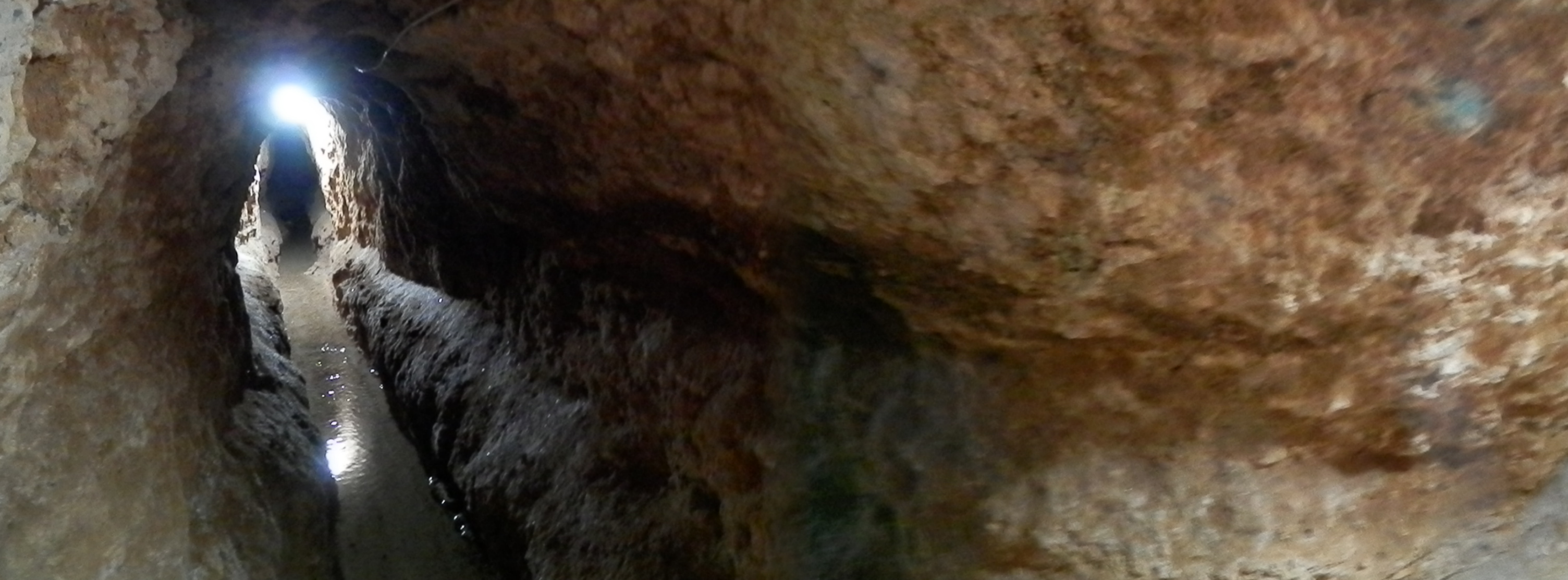
Túnel de un qanat cerca de Isfahán (Irán)

Un  «qanat» (del árabe قناة, qanāh: "canal") es una infraestructura de ingeniería hidráulica para la captación de una capa de agua subterránea, su succión hacia el exterior y conducción por una o varias galerías de drenaje ligeramente inclinadas y dotadas de pozos verticales de acceso y aireación. El final de la mina suele ser una cisterna, arca de registro o algún otro tipo de exsurgencia. Para las poblaciones de las regiones áridas o semiáridas, un «qanat» constituye todavía una fuente constante y estable de agua, independientemente de la estación, y permite, por ejemplo, la irrigación de cultivos agrícolas.
Esta técnica tuvo su origen en Persia en el I milenio a. C., y se extendió hacia el este y el oeste, desde el norte de África (Marruecos, Argelia o Libia), Oriente Medio, Irán, y por Afganistán, hasta la India y China. Durante siglos las zonas para nuevos asentamientos correspondían a los lugares donde era posible la construcción de «qanats». Con diferentes nombres pero similares técnicas, este recurso hidrogeológico se ha desarrollado en otras zonas del Mediterráneo como Sicilia, y en la península ibérica con ejemplos interesantes en ciudades como Madrid o Córdoba. Asimismo, en América Latina se pueden encontrar restos de diversos tipos de «qanats» en Chile, México y Perú.

## Descripción

Corte transversal de un qanat.

En primer lugar se cava un pozo principal (o pozo madre) sobre una colina, hasta alcanzar un acuífero o similar fuente de agua subterránea, cuya presencia es reconocible por la humedad de suelo. Luego se construye un túnel casi horizontal desde el pie de la colina hasta la fuente de agua. Debe poseer un ligero declive, para permitir el descenso del agua, por un lado, y su control y racionamiento, por el otro. Cuanto más largo es el qanat, menor debe ser su declive.
Aparte del pozo madre, se cavan pozos secundarios que unen el túnel horizontal con la superficie. Su objetivo es proveer ventilación para su construcción y mantenimiento, así como vía de acceso para los trabajadores, y de salida para la tierra retirada.
El agua desemboca generalmente en forma de cascada, y puede ser contenida por medio de represas y pequeñas lagunas artificiales. Desde allí, canales de riego llevan el agua hacia el área cultivable.
Debido a su (por lo general) carácter subterráneo, que previene la evaporación, el qanat es útil para transportar el agua a largas distancias, de hasta 70 km. Algunos tipos de qanat que utilizan zanjas profundas en lugar de túneles, sólo se aplican para distancias más cortas.

## Historia

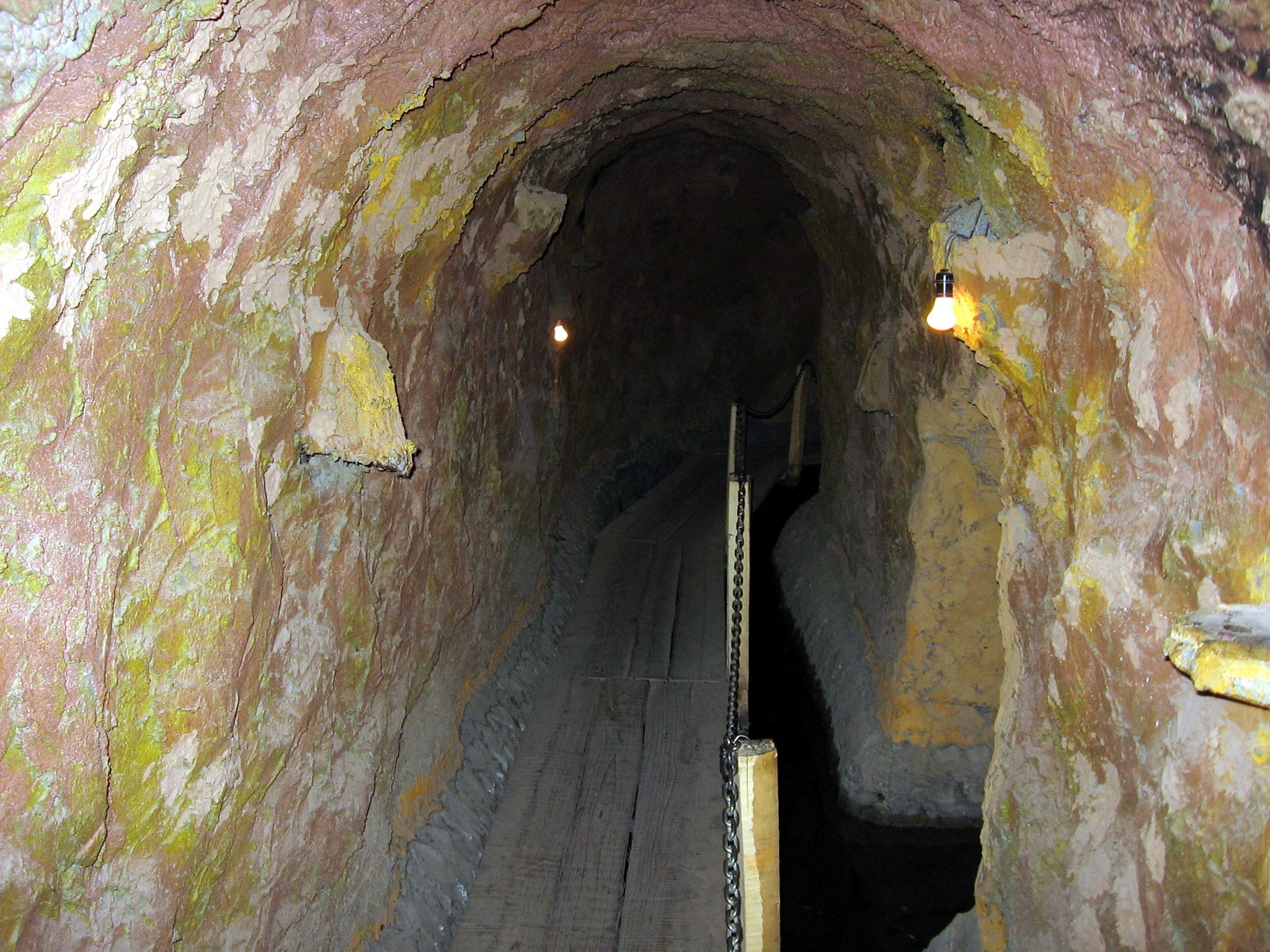
Karez cerca de Turpan, Sinkiang, China.

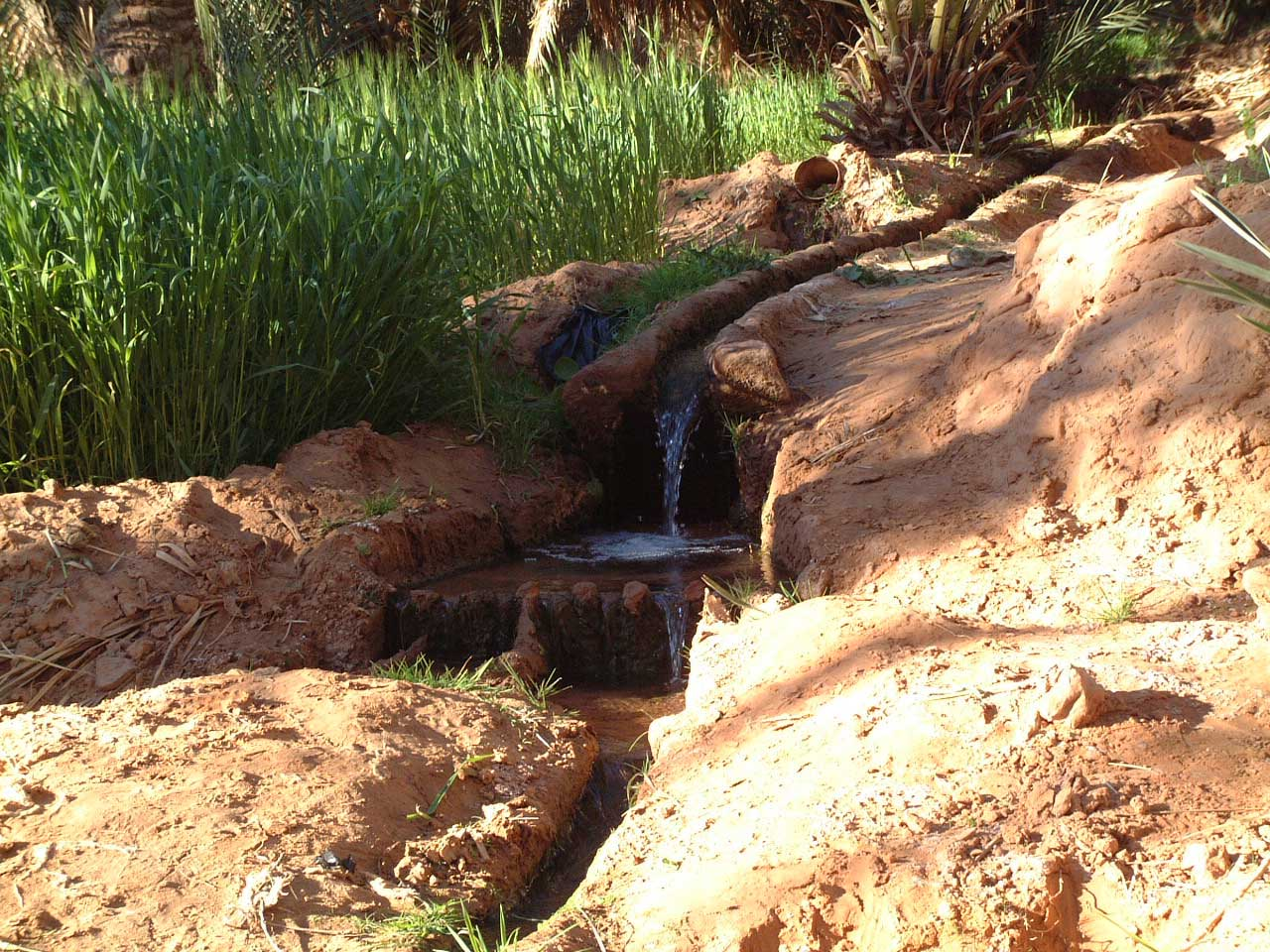
Desagüe de una foggara

Se estima que el qanat surgió hacia el 1000 a. C., probablemente en la antigua Persia, aunque también se ha señalado que podría ser originario de la península de Omán o del noreste de la meseta de Irán. De todos modos, los persas, cuya economía estaba íntimamente ligada al qanat, expandieron la nueva tecnología junto con sus conquistas, desde los oasis de Egipto hasta Bactriana.
Con la Ruta de la Seda el qanat echó raíces en Turpan (Turquestán Oriental), llegando finalmente a China. Bajo la dominación romana, se llevaron a cabo amplios proyectos de construcción en Siria y Egipto; a su vez han sido hallados restos hasta en áreas más alejadas, como Lyon o Luxemburgo. La conquista musulmana llevó al qanat a Sicilia, Andalucía y otras zonas del mediterráneo de donde pasó a la América Hispánica.
Actualmente, y a pesar de la existencia de nuevas técnicas, sigue siendo un importante método de irrigación. En Irán, hay alrededor de 20.000 activos. El mayor y más antiguo, situado en la ciudad de Gonabad, provee agua a 40.000 personas.
En España, tanto para riego como para consumo se conservan restos importantes y vestigios menores en Andalucía, Baleares y Canarias, y municipios aislados como Crevillente, Puerto Lumbreras, Fuentelapeña, además de la singular red de viajes de agua de Madrid.

## Distribución geográfica
Los qanats están distribuidos generalmente por la zona de Irán y oriente medio, especialmente en zonas de clima árido y semiárido. En esas zonas, las condiciones climáticas y la necesidad de acceso de aguas subterráneas impuso su desenvolvimiento a lo largo de la historia.
Las zonas del desierto del Kavir y la región central de Arabia son donde se encuentra la mayor concentración de qanats. Esta es la región que ofrece las condiciones más óptimas para la construcción de estas estructuras. Sus abundantes niveles freáticos son alimentados por ríos y corrientes cercanas provenientes de zonas montañosas.
En las regiones entre Kerman y Yazd, los qanats son especialmente grandes, con estructuras que superan los 70 km de longitud.
A su misma vez, estas construcciones son muy comunes en zonas que se encuentran entre la transición de montañas y desiertos.

## Nombres
- En Irán: qanat (قنات) o kariz (کاریز).
- En árabe: falaj.
- En Marruecos: Khettara.
  - En otros lugares del Magreb: kariz, fuqara o falaj.
- En Afganistán, Pakistán y el Turquestán Chino: karez (کاریز).
- En China oriental: kǎnrjǐng (坎儿井).
- En Chile: socavón.
- En Perú: puquio.

## Véase también

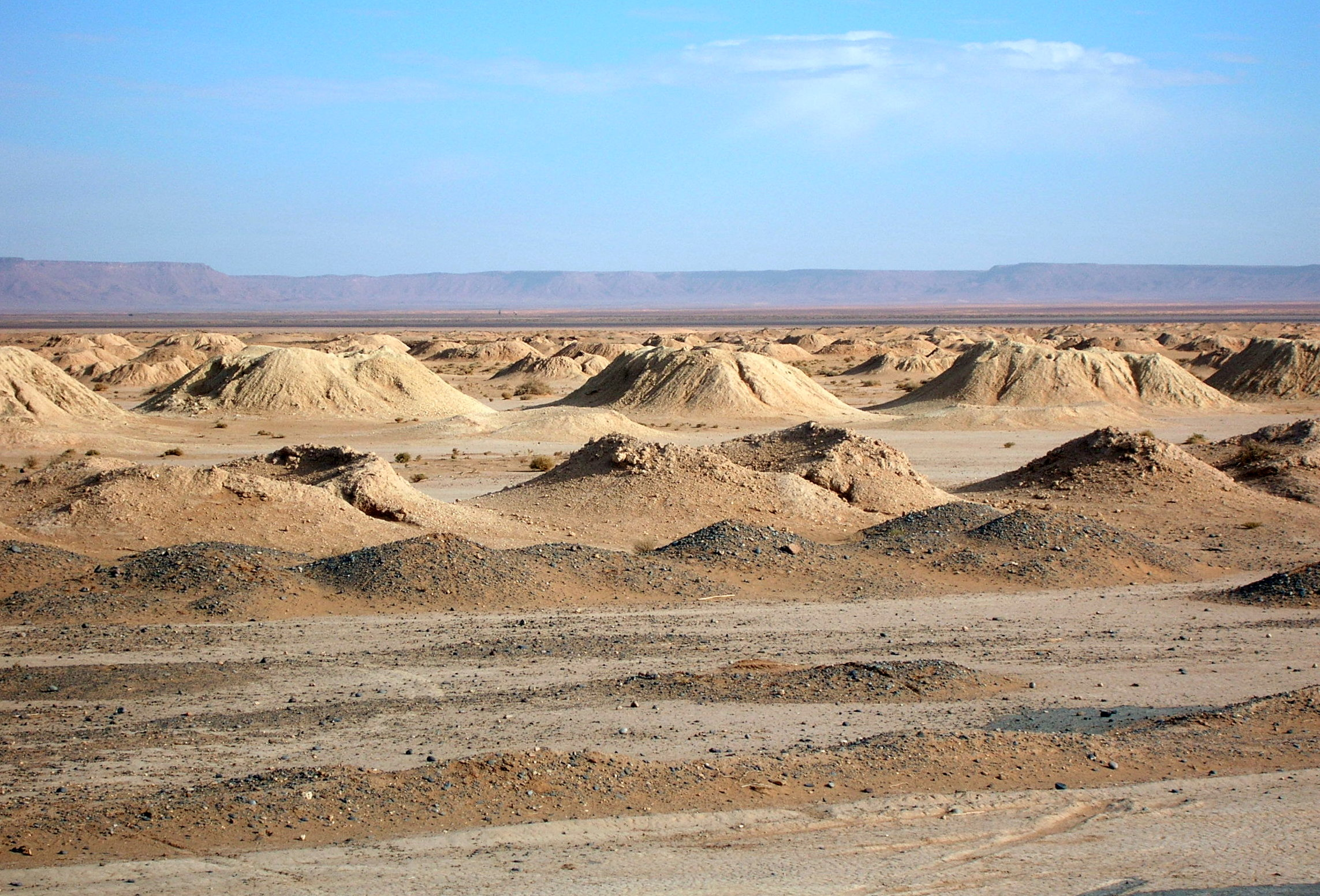
Alineamiento de los pozos de visita de un qanat cerca de Arfoud (Marruecos)